# Tina – What’s Love Got to Do with It?
Tina – What’s Love Got to Do with It? (What’s Love Got to Do with It) ist eine US-amerikanische Filmbiografie von Brian Gibson aus dem Jahr 1993. Sie ist eine Verfilmung des Buches „I, Tina“ von Tina Turner und Kurt Loder aus dem Jahr 1986.

## Handlung
Anna Mae Bullock wird in Nutbush, Tennessee geboren. Nach dem Tod ihrer Großmutter, die sie großgezogen hat, zieht sie zu ihrer Mutter und ihrer älteren Schwester nach St. Louis.
In dem Club, in dem ihre Schwester arbeitet, lernt sie den Sänger und Songschreiber Ike Turner kennen.
Dieser engagiert sie als Leadsängerin für seine Band.
Zusammen gründen sie später die Ike & Tina Show, die ein großer Erfolg in den USA wird. Einige Jahre später werden die beiden ein Paar, und Anna wird kurz darauf schwanger. Nach der Geburt ihres Sohnes heiraten die beiden in Mexiko.
Bereits kurz nach der Hochzeit zeigt Ike Turner sein wahres Gesicht, er beginnt Drogen zu nehmen, verprügelt und vergewaltigt Anna Mae, was sie über mehrere Jahre hinweg erträgt.
Erst als Ike sie bei einem gewaltsamen Streit im Auto blutig schlägt, verlässt sie ihn endgültig. Ein Jahr später kommt es zur Scheidung.
Anna verzichtet dabei auf alle finanziellen Ansprüche aus ihrer langjährigen gemeinsamen Karriere und behält nur ihren Künstlernamen.
Nach der Scheidung tritt sie regelmäßig für eine Hotelkette auf. Bei einem dieser Auftritte wird sie von einem Musikmanager wiederentdeckt und veröffentlicht kurz darauf den Song „What’s Love Got to Do with It“.
Das Lied wird ein Welthit und ist der Beginn einer Weltkarriere.

## Kritiken
James Berardinelli schrieb auf ReelViews, dass die Geschichte von Tina Turner mit „Energie“ und „Leidenschaft“ erzählt würde. Die Musikszenen seien „elektrisierend“, sie seien sehr gut choreografiert und gespielt. Die Darstellung von Angela Bassett sei überdurchschnittlich. Der Ruf von Laurence Fishburne würde noch besser als bisher werden.
Rita Kempley schrieb in der Washington Post vom 11. Juni 1993, die Filmbiografie sei „brutal“. Angela Bassett zeige ihren „Rang“ als Schauspielerin und könne den Oscar gewinnen. Die Darstellung von Laurence Fishburne verblüffe durch die „Humanität“, die er in seine Rolle einbringe.

„Eine filmische Biografie der Rock-Musikerin Tina Turner, aufbereitet als gediegener Unterhaltungsfilm, der die Anfänge ihrer Karriere und ihr Leben mit ihrem despotischen Ehemann Ike Turner beschreibt. Ihr furioses Comeback ab 1985 bleibt ausgespart. In rasantem Wechsel von Schauplätzen, Zeitperioden, Kostümen, Musik und Bühnenauftritten werden zwar sattsam bekannte Stationen ihres Lebens lediglich abgehakt, wobei dennoch ein munter gespieltes und recht glaubhaftes Bild der Popszene der 60er Jahre entsteht.“

## Auszeichnungen
Angela Bassett und Laurence Fishburne wurden im Jahr 1994 für den Oscar nominiert. Angela Bassett gewann 1994 den Golden Globe Award und 1995 den Image Award; sie wurde 1994 für den MTV Movie Award nominiert. Rae’Ven Larrymore Kelly wurde 1994 für den Young Artist Award nominiert.
Der Song „I Don’t Wanna Fight“ wurde 1994 für den Grammy Award nominiert.

## Hintergrund
Der Film wurde u. a. in Los Angeles, Chicago, San Francisco, St. Louis und London gedreht. Seine Produktionskosten betrugen ungefähr 15 Millionen US-Dollar. Das Einspielergebnis in den US-Kinos betrug 39,1 Millionen US-Dollar.